# 福島市道42号南向台黒岩線
福島市道42号南向台黒岩線（ふくしましどう42ごう なんこうだい くろいわ せん）は、福島県福島市にある一級市道である。

## 概要
- 起点：福島市南向台三丁目18-1（国道114号渡利バイパス交点）
- 終点：福島市黒岩字素利町24-1（福島県道362号南福島停車場線交点）
- 延長：3.4393 km
- 路線認定年月日：2010年7月6日[1]

福島市街地南部を東西に連絡する路線であり、終点で接続する福島県道362号南福島停車場線の一部区間と共に都市計画道路小倉寺大森線の一部として整備された路線である。平地部は旧国道114号、国道4号、旧国道4号（福島市道47号南町浅川線）、国道13号福島西道路といった福島市を南北に結ぶ幹線道路を連絡する役割を持つ。国道4号以西は県道362号と同様に片側2車線、以東は片側1車線（それぞれ右折車線などは除く）であり、歩道が整備されている。沿線は多くの大型店舗が建ち並び、市内有数の商業地域として発展した。
旧国道114号以東は福島盆地外縁部の山間部に位置し、高台に開発された南向台ハイタウンへのアクセス道路として機能している。後に開通した国道114号渡利バイパスへの連絡にも用いられるが、住宅地を貫く街路であるため、この区間は大型貨物自動車の通行が禁止されており、旧国道114号へ迂回する必要がある。

## 接続路線
- 国道114号渡利バイパス（南向台三丁目　起点））
- 福島市道10001号岩下金仏線（旧国道114号）（小倉寺字加登内）
- 国道4号福島南バイパス（黒岩字堂ノ後　黒岩交差点）
- 福島県道362号南福島停車場線・福島市道47号南町浅川線（黒岩字素利町　終点）

## 道路施設
蓬莱橋（阿武隈川）
田部屋橋（濁川）
- 全長：30.0m
- 幅員：25.0m
- 形式：単径間合成プレビーム桁橋
- 竣工：2007年[2]

黒岩交差点のすぐ西側に位置し、黒岩字堂ノ後、字中島と字田部屋を結ぶ。橋上は上下片側2車線と上り右折車線の計5車線であり、両側に歩道が整備されている。

## 沿線
- いちい南福島店（1996年開店、2023年12月11日閉店）[3]
- 南福島ジャスモール
  - TSUTAYA 福島南店
  - ミドリ書房 福島南店
  - マツモトキヨシ 福島南店
- アオキ 福島南バイパス店
- ヨークベニマル 南福島店
- スーパースポーツゼビオ 福島南バイパス店
- 国土交通省福島河川国道事務所福島国道維持出張所
- トヨタカローラ福島 福島店
- ダイユーエイト 福島黒岩店
- ユニクロ 福島黒岩店